# The Land Beyond the Sunset
The Land Beyond the Sunset ist ein US-amerikanisches Kurzfilmdrama. Der in New York gedrehte Stummfilm feierte seine Premiere am 28. Oktober 1912. 

## Handlung
Ein armer Junge namens Joe bemüht sich vergeblich, Geld durch den Verkauf von Zeitungen zu verdienen. Er bleibt aber erfolglos. Lediglich ein kleines Mädchen gibt ihm einen Gutschein, den er in seiner Jacke versteckt. 
Joe wächst in ärmlichen Verhältnissen auf und wird von seiner Großmutter großgezogen. Diese nimmt ihm aber regelmäßig sein Verdienst ab und behandelt ihn lieblos. Eines Tages schleicht er sich aus dem Haus und trifft auf den Fresh Air Fund, der es armen Kindern ermöglicht, einen Tag bei einem Picknick im Grünen zu verbringen. Der Gutschein war die Eintrittskarte zu einer dieser Veranstaltungen. 
Der Junge verbringt einen wunderschönen Tag zusammen mit anderen Kindern im Grünen. Ihm wird in einem Märchen erzählt, dass eine Fee einen Jungen aus den Händen einer grausamen Hexe befreit. Sie bringt das Kind zu einem Boot, das es in ein Land jenseits des Sonnenuntergangs bringt, in dem es in ewigem Glück leben kann. 
Als die übrigen Kinder zurück in die Stadt fahren steigt der Junge in einen am Ufer liegenden Boot und lässt sich hinaus aufs Meer treiben.

## Hintergrund
The Land Beyond the Sunset wurde in der Bronx sowie am Long Island Sound gedreht. Die im Film vorkommende Organisation des Fresh Air Fundes gibt es wirklich, sie wurde 1877 begründet und besteht bis heute fort. Produziert wurde das Filmdrama von Thomas Alva Edisons Filmproduktionsfirma Edison Manufacturing Company, die zu dieser Zeit bereits in eine Krise geraten war, von der sie sich nicht erholen sollte. Nach Schließung des Filmstudios von Edison waren seine Stummfilme viele Jahre für die Öffentlichkeit nicht ansehbar.

## Rezeption
Der Stummfilm erfuhr in den letzten Jahrzehnten eine kleine Wiederentdeckung, was sich auch in seiner Aufnahme in das National Film Registry im Jahr 2000 widerspiegelt. Der Professor Scott Simmon schrieb, dass The Land Beyond the Sunset ein außergewöhnlicher Film sei, da er von einem Sozialdrama zu einer Fantasie werde und schließlich in einem nicht klassifizierbaren, poetischen Finale münde. Während David Wark Griffith seinen Filmen mit ähnlicher Thematik wie A Child of the Ghetto (1910) ein sicheres Happy End gewährt hätte, sei das Ende des Filmes von Regisseur Shaw „vieldeutig“ und möglicherweise „transzendent“. Zudem zeige sich, dass Shaw ein gutes Auge für das Einfangen von Städten und Landschaften gehabt habe.
Der Filmhistoriker William K. Everson nannte The Land Beyond the Sunset den „ersten aufrichtig lyrischen Film der Kinogeschichte“.